# Hanny
Hanny, artiestennaam van Hennie Doeland-Lonis (Alkmaar, 8 mei 1956) is een Nederlandse zangeres. Ze werd ook wel aangeduid als Hanny Bakkum.

## Loopbaan
Nadat Corry Konings de Rekels had verlaten, werd Hennie Lonis in 1972 gekozen om haar plaats in te nemen. Ze was toen zestien jaar. Met Mario zouden Hanny en de Rekels meteen hun grootste succes scoren (nummer vier in de Top 40 en de Daverende Dertig). 
Na in 1977 gestopt te zijn, stond ze een jaar later één week genoteerd (nr. 34) in de Nationale Hitparade met Ciao ciao amore. In 1988 kwam ze terug bij de Rekels, maar in 1989 gingen ze alweer uit elkaar.
In 1990 ging Hanny weer samenwerken met haar ontdekker Pierre Kartner. Ze bracht diverse succesvolle solo-singles uit, zoals Maar vanavond heb ik hoofdpijn. In 1994 besloot Hanny met producent Emile Hartkamp in zee te gaan.
In 2001 werd Hanny moeder van een dochter.
In 2005 verscheen de single Ga met me mee en in 2006 de single Nu weet ik wat liefde is bij platenmaatschappij Berk Music. 
Als soloartieste heeft ze in totaal 14 noteringen gehad, waarvan er drie in de top tien belandden.

## Discografie

### Albums
| #                 | Jaar | Titel                        | Albumlijst      | Albumlijst   | Opmerkingen |
| #                 | Jaar | Titel                        | hoogste positie | aantal weken | Opmerkingen |
| ----------------- | ---- | ---------------------------- | --------------- | ------------ | ----------- |
| HANNY & DE REKELS |      |                              |                 |              |             |
| 1                 | 1988 | Jij laat me leven            | 65              | 5            |             |
| 2                 | 1988 | Liedjes over liefde          |                 |              |             |
| HANNY             |      |                              |                 |              |             |
| 1                 | 1991 | Liedjes over liefde en geluk | 20              | 19           |             |
| 2                 | 1992 | Voor iedereen                | 35              | 9            |             |
| 3                 | 1993 | 'n Onbeschrijflijk gevoel    | 68              | 7            | in 1994     |
| 4                 | 1995 | Zoals ik ben                 | 44              | 7            |             |
| 5                 | 1995 | De 20 beste van Hanny        |                 |              |             |

### Singles
| #  | Jaar | Titel                                               | Hitlijst        | Hitlijst     | Opmerkingen                                 |
| #  | Jaar | Titel                                               | hoogste positie | aantal weken | Opmerkingen                                 |
| -- | ---- | --------------------------------------------------- | --------------- | ------------ | ------------------------------------------- |
| 01 | 1972 | Mario                                               | 4               | 13           | Hanny en De Rekels                          |
| 02 | 1972 | Mario                                               |                 |              | Hanny & Die Rekels (Duitstalige versie)     |
| 03 | 1972 | Waarom trouw je met die ander                       | 31              | 4            | Hanny en De Rekels                          |
| 04 | 1973 | Ik heb gedanst met jou                              |                 |              | Hanny en De Rekels                          |
| 05 | 1973 | Zo'n mooie dag als vandaag                          | 24              | 4            | Hanny en De Rekels                          |
| 06 | 1974 | Oh, wat een nacht                                   | 32              | 3            | Hanny en De Rekels                          |
| 07 | 1974 | Chérie                                              |                 |              | Frans & Hanny en De Rekels                  |
| 08 | 1975 | Alleen is maar alleen                               |                 |              | Hanny & Frans en De Rekels                  |
| 09 | 1975 | Marie-Louise                                        | 37              | 2            | Hanny & Frans en De Rekels                  |
| 10 | 1976 | 'n Lied voor alle mensen                            |                 |              | Hanny en De Rekels                          |
| 11 | 1976 | Pluk de dag                                         |                 |              |                                             |
| 12 | 1977 | Jij bent m'n superster                              |                 |              |                                             |
| 13 | 1977 | Zo klein als jij?                                   |                 |              |                                             |
| 14 | 1978 | Ciao ciao amore                                     |                 |              | #4 in de Nederlandstalige Top 10            |
| 15 | 1978 | Waarom                                              |                 |              | #6 in de Nederlandstalige Top 10            |
| 16 | 1979 | Ga met me mee                                       |                 |              |                                             |
| 17 | 1981 | Het is voorbij                                      |                 |              | Tipnotering voor de Nederlandstalige Top 10 |
| 18 | 1988 | Dit is een liedje over liefde                       | 35              | 4            | Hanny en De Rekels                          |
| 19 | 1988 | C'est la vie                                        |                 |              | Hanny en De Rekels                          |
| 20 | 1988 | Jij laat me leven                                   |                 |              | Hanny en De Rekels                          |
| 21 | 1989 | Voor elke roos geef ik je 1000 kussen               |                 |              | Hanny en De Rekels                          |
| 22 | 1989 | Ik sluit mijn ogen                                  |                 |              | Hanny en De Rekels                          |
| 23 | 1989 | Stille nacht                                        |                 |              | Hanny en De Rekels                          |
| 24 | 1990 | Maar vanavond heb ik hoofdpijn                      | 3               | 10           |                                             |
| 25 | 1991 | Liefde is lekker, maar lekker is niet altijd liefde | 9               | 9            |                                             |
| 26 | 1991 | Peter, ik vertrouw je voor geen meter               | 13              | 7            |                                             |
| 27 | 1991 | Elke vrouw                                          | 33              | 3            |                                             |
| 28 | 1992 | Sex, mannen en geld                                 | 37              | 3            |                                             |
| 29 | 1992 | Mijn kijkdoos                                       | 29              | 4            |                                             |
| 30 | 1993 | Mijn tranen zul je nooit meer zien                  |                 |              |                                             |
| 31 | 1993 | Dat moet echte liefde zijn                          | 36              | 3            |                                             |
| 32 | 1993 | Ik fluit naar alle mannen                           |                 |              |                                             |
| 33 | 1994 | Ik wil je                                           |                 |              |                                             |
| 34 | 1994 | Ik ben je vrouw en geen slavin                      |                 |              |                                             |
| 35 | 1995 | Ik ben geen Mata Hari                               | tip             |              |                                             |
| 36 | 1995 | Eerst wil je dit                                    | tip             |              |                                             |
| 37 | 1996 | Geen duizend leugens meer                           |                 |              |                                             |
| 38 | 1996 | Zo'n man als jij                                    |                 |              |                                             |
| 39 | 1996 | Dromen zijn sterker                                 |                 |              |                                             |
| 40 | 1997 | Ik doe wat ik wil                                   |                 |              |                                             |
| 41 | 1998 | Donder op                                           |                 |              |                                             |
| 42 | 2000 | Poppetje                                            |                 |              | gedeelde uitgave met Eric Dikeb - mannetje  |
| 43 | 2004 | Laat me alleen                                      |                 |              | cover van Rita Hovink                       |
| 44 | 2005 | Ga met me mee                                       |                 |              |                                             |
| 45 | 2006 | Nu weet ik wat liefde is                            |                 |              | Tekst & Muziek: Jheron van der Heijden      |